# Inácio de Sousa Rolim
Inácio de Sousa Rolim ComC (Sítio Serrote, 22 de agosto de 1800 — Cajazeiras, 16 de setembro de 1899) foi um sacerdote católico e educador brasileiro. Cognominado pelo Imperador Dom Pedro II como "o Anchieta do Norte". Também foi membro da Academia Paraibana de Letras.
Nasceu no dia 22 de agosto de 1800, no sítio Serrote, extremo oeste da capitania da Paraíba. Trazia nas veias o sangue de Jerônimo de Albuquerque, fidalgo português colonizador de Pernambuco, e do médico francês Isidoro Mons. Rolim, iluminista de Marselha.
Contava poucos dias de vida quando seus pais, Ana Francisca de Albuquerque e Vital de Souza Rolim, passaram a residir na gleba de terra que receberam do sesmeiro Luís Gomes de Albuquerque(pai de Ana) como dote de casamento e onde Vital acabara de construir casa e currais, dando início a formação da fazenda das Cajazeiras.

## Infância
Passou sua infância na primitiva Fazenda das Cajazeiras, ao lado dos irmãos mais velhos e os que vieram após ele. Desde muito cedo, demonstrava grande interesse pelas Letras. Aos dezesseis anos, já falava fluentemente o Francês e dedicava-se ao estudo do Grego e do Latim, o que levou Ana e Vital a encaminharem, a convite de Dona Bárbara de Alencar, o filho à cidade de Crato, no Ceará, onde permaneceu, por quatro ou cinco anos, fazendo os estudos preparatórios para o ingresso no Seminário de Olinda.

## Ordenação sacerdotal
Inácio ingressou no Seminário de Olinda em 3 de setembro de 1822. Seu avô, Luís Gomes de Albuquerque, doou a propriedade Serra Vermelha para patrimônio de sua ordenação sacerdotal.
No decorrer do curso, exerceu as atividades de censor e bedel, integrando, posteriormente, o corpo docente do seminário, como professor de Grego.
O exercício do magistério, no seminário de Olinda, rendeu-lhe, alguns anos depois, o convite do Governador de Pernambuco para instalar a cadeira de Grego no Ginásio Pernambucano, quando teve oportunidade de realizar a edição da sua Gramática Grega, obra impressa no ano de 1856, em Paris.
Em 30 de julho de 1825, recebeu a primeira tonsura e, no dia 31 de julho, as ordens menores, em cerimônia realizada na Igreja da Congregação do Oratório do Recife. No dia 15 de agosto do mesmo ano, foi ordenado subdiácono, recebendo o diaconato a 25 de setembro, na Capela do Palácio Episcopal, em Olinda. No dia 2 de outubro de 1825, foi sagrado Presbítero.
Ordenado sacerdote, não pôde voltar, de imediato, à sua terra natal. Por algum tempo, permaneceu em Olinda, como professor de Seminário, atividade que exerceu paralelamente ao cargo de reitor.

## A revolução educacional de Cajazeiras
Cajazeiras, uma pequena povoação que se iniciava na fazenda dos seus pais, foi o local escolhido para o exercício do que viria a ser sua grande "revolução".
Em 1829, Padre Rolim dava início às atividades da escolinha da Serraria (local onde se serrava a madeira usada nas construções das casas), uma casa pequena que abrigava meia dúzia de estudantes – embrião do colégio – que, mal grado a modéstia de suas instalações, ia crescendo em número de alunos dado o alto nível do ensino que habilitava seus discípulos a ingressarem no curso superior. A precariedade das instalações da escolinha não era uma preocupação para o Padre Rolim cujo único desejo era transmitir alguns conhecimentos a seus parentes e a outros jovens que por eles se interessassem.
Só em 1836, quando se apercebeu da repercussão que sua obra ia alcançando em todo sertão nordestino, é que se dispôs a transferi-la, para um prédio de alvenaria que, embora de pequenas proporções, melhor se adaptava às atividades a que se destinava.

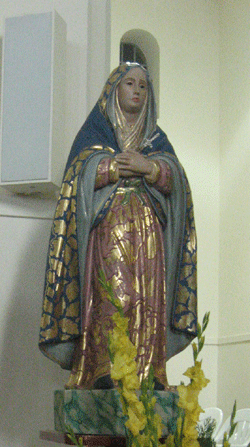
Primitiva imagem oficial de Nossa Senhora da Piedade, padroeira de Cajazeiras. Imagem que pertenceu à mãe do Padre Rolim.

O prédio ia aumentando com a matrícula de novos alunos, como relata o historiador Celso Mariz: "A sua casa de ensino se fazia à proporção que chegavam os novos discípulos. Cada aluno esperava por seu teto, embora já encontrasse o seu livro". (Através do Sertão – 1910).
Tal como ocorreu com a escolinha da Serraria, as aulas do Padre Rolim, em Cajazeiras, continuaram uma procura que excedia as condições físicas de suas instalações.
Em 1843, a atividade do padre Rolim já repercutia em quase toda região sertaneja e nas províncias de Piauí, Ceará, Rio Grande do Norte e Pernambuco, levando-o a transformar seu estabelecimento de ensino em colégio de instrução secundária. Era o primeiro colégio da Paraíba. Tal fato levou ao tribuno Alcides Carneiro a cognominar Cajazeiras de "a cidade que ensinou a Paraíba a ler".
Em 1853, o presidente da Província, Antônio Coelho de Sá e Albuquerque, em sua mensagem à Assembléia Legislativa, fez elogios ao seu edificante trabalho: " A moralidade e ilustração bem conhecidas desse distinto paraibano, e o assinalado serviço que presta à sua Província merecem a presente demonstração do meu reconhecimento."
Em torno do colégio, foi crescendo o povoado, com grande crescimento que, em menos de cinqüenta anos, passou de simples povoado à condição de Vila, sede de comarca e cidade. Por isso que Padre Rolim é considerado o fundador de Cajazeiras, pois foi a sua obra que alavancou o surgimento da cidade.

## Habilidades
Poliglota, falava fluentemente francês, inglês, alemão, italiano, espanhol, latim, sânscrito, hebraico, tupi-guarani e grego.
Fez da História Natural seu campo de predileção. Publicou, já aos 82 anos, o Tratado de História Natural. Além desse e da Gramática Grega, escreveu ainda uma gramática da Língua Portuguesa, um tratado de Filosofia e outro de Retórica.

## Discípulos
Foram inúmeros os alunos que passaram pela escola do Padre Rolim, dentre eles, figuras ilustres como: Padre Cícero Romão Batista; Joaquim Arcoverde de Albuquerque Cavalcanti, o Cardeal Arcoverde; José Peregrino de Araújo, Governador da Paraíba, Deputado Estadual/RN e Deputado Federal/PB; João Gualberto Gomes de Sá, Deputado Provincial e Juiz de Direito; Leonardo Salgado Guarita, advogado, promotor e Desembargador do Tribunal de Apelações do Rio Grande do Sul; Padre Manoel Mariano de Albuquerque, Deputado provincial e Deputado Constituinte; Joaquim Bilhar, magistrado e professor da Faculdade de Direito do Ceará; Francisco de Paula Primo, Deputado Provincial, Deputado Geral, Presidente do Partido Liberal e Presidente do Conselho da Intendência; Cel. Gustavo Augusto de Lima, Prefeito de Lavras da Mangabeira-CE, Presidente da Assembléia Legislativa do Ceará e vice-governador daquele estado; Tenente Sousa Assis, prefeito e Juiz de Paz; Desembargador José Manuel de Freitas, Juiz de Direito, Presidente das Províncias de Piauí, Maranhão e Pernambuco; Monsenhor Antero José de Lima, Deputado Provincial, presidente do Legislativo cearense, vice-presidente da Província do Ceará e senador; Joaquim Antônio do Couto Cartaxo, deputado provincial no Ceará, representou a Paraíba como deputado à Assembléia Nacional Constituinte de 1891; e Padre José Tomás de Albuquerque, entre dezenas de outros alunos que se projetaram nos cenários político, cultural e social do país.

## O fim da vida
A partir do fechamento do colégio em 1877, o Mestre Rolim iniciou uma fase de decadência, vitimado pela tristeza de não mais poder manter seu colégio como antes.
Padre Rolim veio a falecer às 20 horas do dia 16 de setembro de 1899, vitimado por uma astenia cardíaca senil. No rigor da seca, o corpo do venerando Padre só foi sepultado no dia 18, cerca de quarenta horas após a morte, em local hoje desconhecido, no interior da então Matriz de Nossa Senhora da Piedade (atual Matriz de Nossa Senhora de Fátima). Conta-se que o cadáver não exalava mau cheiro. A população cajazeirense já lhe atribuía virtude de santidade pela proclamada humildade dos seus hábitos.
Propagou-se rapidamente que ele morrera em "odor de santidade". Dizia-se que era um santo, e como tal, passou a ser tratado pelos seus conterrâneos. Relembravam que ele se abstinha de comer carne em suas refeições, alimentando-se, apenas, de leite, frutas e biscoito. Ao longo de 74 anos, jamais dormira em cama ou rede, preferindo utilizar, como leito, duas caixas de madeira.

## Honrarias e condecorações
O reconhecimento oficial aos méritos do Padre Rolim aconteceu em 14 de março de 1860 quando, por Decreto Imperial, foi condecorado por Dom Pedro II, com as insígnias da Ordem de Cristo, no grau de Comendador. Pouco depois, no mesmo grau de Comendador, foi mais uma vez condecorado pelo Imperador que o agraciou com a Ordem da Rosa, pelos relevantes serviços prestados à causa da educação.
Relatórios e mensagens de presidentes da Província e diretores da instituição Pública, até 1877, fazem elogiosas referências ao colégio e ao trabalho do Padre Rolim.
Em 1917, quando várias localidades sertanejas reivindicavam a instalação de uma escola normal, o deputado Genésio Gambarra, ao proferir seu voto, declarou: "Seja em Cajazeiras, em cujo céu de turquesa brilha como palio de benção e saudade a memória imortal de um sábio e de um santo, que foi o Padre Rolim, o mestre entre os mestres e o maior propulsor da educação nos sertões paraibanos."
Nos meios culturais do estado, a mais significativa homenagem prestada ao Padre Rolim foi a sua escolha como patrono da cadeira número vinte e seis da Academia Paraibana de Letras, uma iniciativa do Cônego Matias Freire, fundador da Academia.
Entre outras homenagens tributadas à sua memória, temos a consagração de sua data natalícia, 22 de agosto, como "o dia da cidade", um pleito da Câmara Municipal de Cajazeiras ao fundador da cidade.

## O processo de beatificação
O Bispo Diocesano de Cajazeiras, Dom José González Alonso, vem desenvolvendo desde 2009 a tarefa do resgate dos serviços prestados pelo padre Rolim às comunidades sertanejas de seu tempo.
Para este fim, Dom José constituiu uma equipe de estudos que conta com as presenças dos padres Antônio Luís, José de Andrade, Antônio Siqueira, Gervásio Fernandes, Raymundo Honório Rolim e Janilson Rolim Verísimo. Além dos religiosos, a equipe também conta com a presença de outras pessoas do meio social de Cajazeiras para o estudo dos documentos da Igreja, referente à causa dos santos e a biografia do padre Rolim.
O objetivo desse estudo é o de procurar dados mais abrangentes sobre a atuação do padre, focalizando suas inúmeras virtudes sacerdotais que o deram no senso da fé do povo cajazeirense, e que futuramente possam servir de suporte documental para o pedido oficial de beatificação.